# Hellgate: London
Hellgate: London – gra RPG akcji o tematyce dark fantasy stworzoną przez Flagship Studios i wydaną 31 października 2007 roku. Gra jest dziełem ludzi odpowiedzialnych za stworzenie serii Diablo.
Akcja gry jest osadzona w postapokaliptycznym Londynie w roku 2038. W grze, prócz nowoczesnej technologii, mamy do czynienia również z magią, a widok bohatera trzymającego w jednej ręce miecz, a w drugiej nowoczesny pistolet laserowy, nie jest wcale obcy.
Gracze mogą walczyć z demonami zarówno samotnie w trybie dla jednego gracza, jak i wspólnie z innymi poprzez internet. Darmowy tryb gry dla wielu graczy zezwala na grę w kampanię w kooperacji oraz na walki 1vs1. Ci, którzy wykupią konto subskrybenta, otrzymują dodatkowe bonusy takie jak większa skrzynka na przedmioty, informacje o gildiach czy dostęp do specjalnych przedmiotów i obszarów.
Zgodnie z wcześniejszymi zapowiedziami europejskie oraz amerykańskie serwery gry zostały zamknięte. Nie działa także oficjalne forum poświęcone tej produkcji, przeznaczone dla fanów z krajów zachodnich. Gra wciąż żyje i rozwija się w Korei Południowej, pod kierunkiem firmy HanbitSoft. Pomimo konieczności posiadania koreańskiego KSSN można spotkać liczną grupę wiernych graczy z krajów europejskich i USA.